# Galliumacetat
Galliumacetat ist eine chemische Verbindung des Galliums aus der Gruppe der Acetate.

## Gewinnung und Darstellung
Galliumacetat kann durch Reaktion von Gallium mit Essigsäure oder Triphenylgalliumdioxanat mit Eisessig gewonnen werden. Mit siedendem Eisessig reagiert Gallium äußerst träge. Besonders in den ersten Stunden der Einwirkung ist kaum eine Reaktion festzustellen und erst nach wochenlangem Erhitzen kann man auf diese Weise das Triacetat erhalten.

## Eigenschaften
Galliumacetat ist ein farbloser oder weißer Feststoff, der praktisch unlöslich in Wasser ist.

## Verwendung
Galliumacetat kann als Zwischenprodukt zur Herstellung anderer Galliumverbindungen, wie zum Beispiel Galliumnitrid, verwendet werden.